# Anita Podestá
Anita Podestá fue una actriz y bailarina de tango argentina.

## Carrera
Perteneciente a una de las familias argentina de artistas más prestigiosas en el país. Fue pariente de los primeros actores José Podestá, Aparicio Podestá, María Esther Podestá, Pablo Podestá, Adela Podestá, entre otros.
A lo largo de su corta carrera en el escenario teatral argentino, integró el elenco estable de la Compañía Nacional de don Jerónimo Podestá, con quien representó decenas de espectáculos. Junto a ella estaban también José Podestá, Arturo Podestá, María Podestá y Blanca Podestá. Cuando en 1901 Anita se indispone durante la temporada de una obra teatral, fue reemplazada por Orfilia Rico siendo su debut sobre los escenarios porteños.
Trabajó con primeras figuras de la escena nacional como Enrique Muiño, Ángela Tesada, César Ratti, entre otros.

## Teatro
- Ganador y placé (1907)
- Nuestros hijos (1907)
- Presente griego (1907)
- Fuego fatuo (1907)
- Moneda falsa (1907)
- Cara o cruz (1907)
- Idilio marchito (1906)
- Claro de luna (1906)
- La cadena (1906)
- Bajo la garra (1906)
- Los caramelos (1905)
- Almas que luchan (1905), de José León Pagano.
- El predestinado (1905)
- Locos de verano (1905).
- La casa de soltero (1904)
- Sobre las ruinas (1904)
- Canillita (1904)
- Cédulas de San Juan (1904)
- Almas grandes (1904)
- Jettatore! (1904), de Gregorio de Laferrère.
- La cuartelera (1903)
- Lázaro (1903)
- Cristián (1903)
- El medallón (1903)
- Caín (1903)
- La herencia de Palmerini (1903)
- La Gaviota (1903)
- Justicia criolla (1903), zarzuela de Ezequiel Soria, con música de Antonio Reinoso. En ella bailaba un tango con el primer actor Enrique Muiño.
- M' hijo el dotor (1903)
- El gringo (1903)
- El faro (1903)
- Raquel (1902)
- Calandria (1899)